# Frankenried (Geiersthal)
Frankenried ist ein Gemeindeteil der Gemeinde Geiersthal im Landkreis Regen. Das Dorf hat 119 Einwohner.

## Geographie
Frankenried liegt ca. 2,5 Kilometer südwestlich von Geiersthal, dazwischen verläuft die Bundesstraße 85. Der höchste Punkt im Dorf Frankenried und somit auch der höchste Punkt in Geiersthal ist der Frankenberg mit 748 m ü. NHN. In Frankenried entspringt der Grünbach.
Die Gemeindeteile Frankenried und Haidhof bilden eine geschlossene Siedlung. Der Ort zeichnet sich durch eine typische Mischung aus landwirtschaftlichen Betrieben, Wohnen und Gewerbe aus, wobei eine aufgelockerte Siedlungsstruktur gegeben ist. Neben der Landwirtschaft bildet das Tourismusgewerbe, mit entsprechenden Angeboten an Ferienwohnungen, den wirtschaftlichen Schwerpunkt.

## Geologie
Frankenried liegt auf der Grenze zwischen einer durch Fließgewässer geprägten Landschaft aus Gneis im Norden und einer südlich gelegenen Granitregion.

## Baudenkmäler
Im Ort gibt es einen unter Denkmalschutz stehenden geständerten Traidkasten, einen Getreidespeicher aus der zweiten Hälfte des 18. Jahrhunderts.